# Franz Bauer (Pädagoge, 1930)
Franz Bauer (* 23. Juni 1930 in Poběžovice (deutsch Ronsperg); † 2. November 2020 in Bamberg) war ein deutscher Altphilologe und Gymnasiallehrer. Er setzte sich für die Aussöhnung der Deutschen mit den Bewohnern der ostmitteleuropäischen Länder, besonders Tschechien, ein.

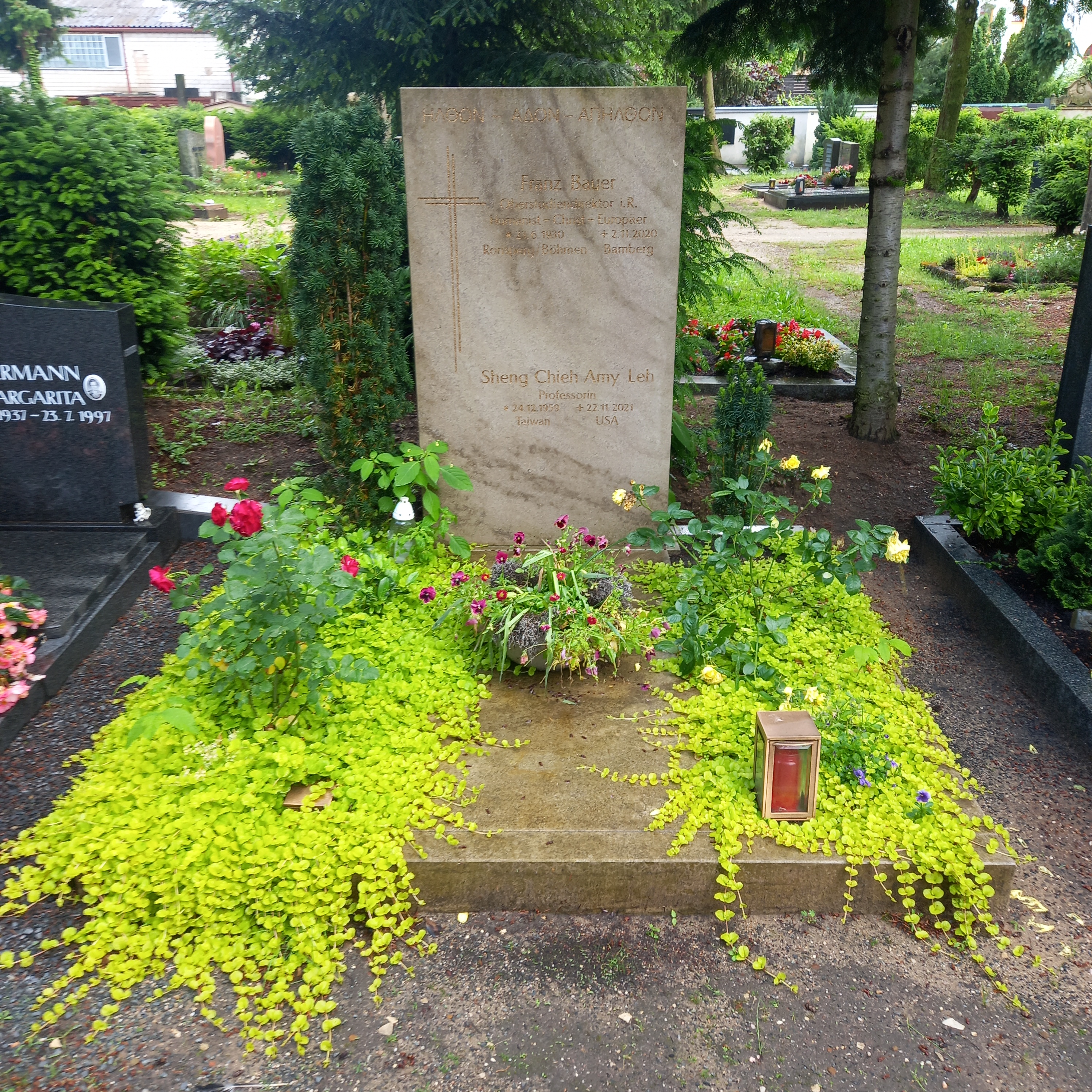
Das Grab von Franz Bauer auf dem Hauptfriedhof Bamberg

## Leben und Studium
Franz Bauer wuchs als Sohn eines Kleinlandwirtes und Schuhmachermeisters in Poběžovice (deutsch Ronsperg), einer Kleinstadt im Kreis Domažlice (deutsch Taus) in Tschechien, auf. Er besuchte von 1943 bis 1945 die Oberschule im nahegelegenen Horšovský Týn (deutsch Bischofteinitz). Im Mai 1946 wurde er mit seiner Familie ausgesiedelt und nach Stationen in Furth im Wald, Augsburg, und Lauingen einem Einödhof bei Mödingen zugewiesen. Nach seinem Abitur an der Oberschule in Dillingen (heute Johann-Michael-Sailer-Gymnasium) konnte er dank des Bayerischen Begabtenstipendiums, damals Hundhammer-Stipendium genannt, an der Friedrich-Alexander-Universität in Erlangen und der Ludwig-Maximilians-Universität in München studieren. Er schrieb sich ein für Altphilologie (Latein und Griechisch), Geschichte und Philosophie. Im Jahr 1956 legte er in Erlangen das Erste Staatsexamen für das Höhere Lehramt ab. Er war verheiratet und hatte drei Kinder.

## Wirken als Pädagoge
Nach seinem Referendariat am Alten Gymnasium in Regensburg (heute Albertus Magnus Gymnasium) und am Gymnasium in Forchheim (heute Herder-Gymnasium) legte er das zweite Staatsexamen ab und wurde 1958 als Assessor an das damalige Neue Gymnasium, heute Franz-Ludwig-Gymnasium, in Bamberg versetzt. Dort unterrichtete er Latein, Altgriechisch, Geschichte, Deutsch, Philosophie und Katholische Religionslehre. Von 1982 bis zu seiner Pensionierung 1994 leitete er als Oberstudiendirektor das Gymnasium. Während seiner Zeit als Schulleiter begann das Gymnasium Schulpartnerschaften mit dem Mátyás Király Gymnasium in Fonyód, Ungarn und mit dem Gymnasium in Mnichovo Hradiště (deutsch Münchengrätz), Tschechien.
Ab 1958 unterrichtete er als Lehrbeauftragter Theologiestudenten in Neutestamentlichem Griechisch an der Philosophisch-Theologischen Hochschule Bamberg, später an der Theologischen Fakultät der Universität Bamberg. Für diese 40-jährige Tätigkeit wurde er von der Universität zum Ehrenbürger ernannt.
Von 1983 bis 2009 war Franz Bauer mit vielen Vorträgen in der Katholischen Erwachsenenbildung (KEB) der Erzdiözese Bamberg tätig, seit 1991 als Erster Vorsitzender der KEB der Stadt Bamberg, und seit 1994 auch als Erster Vorsitzender der KEB der Erzdiözese Bamberg.

## Wirken für Heimat und Aussöhnung
Im Jahr 1952 war Franz Bauer Mitbegründer der Heimattreffen der ausgesiedelten Bürger von Ronsperg. Diese Treffen fanden viele Jahre in Schwäbisch Gmünd statt. Er war Mitherausgeber des Ronsperger Heimatbuches „Ronsperg, Ein Buch der Erinnerung“ (1970), einer Chronik der Geschichte und des Lebens in der Stadt Ronsperg bis zur Aussiedlung der deutschsprachigen Bevölkerung. Franz Bauer hatte die Redaktion und schrieb Teile des Buches, vor allem zur Geschichte der Stadt. Bis 2019 erschienen regelmäßig Artikel von ihm in der Zeitung „Heimatbote für den Kreis Bischofteinitz“ (heute Teil der Sudetendeutschen Zeitung) über die Leute seiner Heimatstadt und das Leben dort bis zur Aussiedlung. Er wird im Online Buch „Kohoutí kříž / 'S Hohnakreiz“ (Hahnenkreuz) der Südböhmischen Wissenschaftlichen Bibliothek in Ceske Budejovice (deutsch Budweis) als Autor des Böhmerwaldes vorgestellt.
Franz Bauers Wissen über seine Heimatstadt fand Niederschlag in Bernhard Setzweins historischem Familienroman Der böhmische Samurai (2017) über die Ronsperger Grafenfamilie Coudenhove-Kalergi, sowie in Masumi Schmidt-Murakis Biographie Die Gräfin kam aus Tokio – Das Leben von Mitsuko Coudenhove-Kalergi. Bernhard Setzwein beschäftigt sich mit Franz Bauer auch in dem Buch Einen Moment bitte! Oder zwei? Begegnungen über die bayerisch-böhmische Grenze.
Von 1962 bis 1996 war Franz Bauer Diözesanvorsitzender der Ackermann-Gemeinde in der Erzdiözese Bamberg und wurde 2018 zum Ehrenvorsitzenden ernannt.
Von 1990 bis 2010 war Franz Bauer Vorsitzender des Institutum Bohemicum, des Kultur- und Bildungswerks der Ackermann-Gemeinde, und ab 1983 Vorsitzender der Landesarbeitsgemeinschaft Bayern für Ostkunde im Unterricht. Die Ackermann-Gemeinde ist ein Verband in der katholischen Kirche Deutschlands, gegründet von sudetendeutschen Katholiken mit Schwerpunkt „praktische[r] Friedensarbeit im Dienste der Völkerversöhnung – vor allem mit den Völkern Ostmitteleuropas“.
Mit zahlreichen Publikationen brachte er die Geschichte Böhmens und anderer ostmitteleuropäischer Länder und die Schwierigkeiten bei der Integration der Vertriebenen dem interessierten Publikum zum Bewusstsein. Er war für lange Jahre Ständiger Mitarbeiter der Königsteiner Hefte.
Franz Bauer trug bei zum Verstehen und der Versöhnung zwischen Deutschen und Tschechen auch durch seine Arbeit zur Erinnerung an Přemysl Pitter, der während des Zweiten Weltkrieges tschechische, jüdische und deutsche Kinder beherbergte.
Die Idee zur Errichtung einer 2018 errichteten Stele für Johannes von Tepl in dessen Heimatort Šitboř (deutsch Schüttwa) wurde von Franz Bauer vorangetrieben. Johannes von Tepl, ein Dichter des späten Mittelalters, der in deutscher, tschechischer und lateinischer Sprache schrieb, schuf das frühneuhochdeutsche Streitgespräch Der Ackermann und der Tod, in dem der Ackermann den Tod wegen des Todes seiner Frau verklagt. Das Werk wurde zum Namensgeber der Ackermann-Gemeinde.

## Auszeichnungen und Mitgliedschaften
- Stipendium des Freistaates Bayern für Besonders Begabte (1950)
- Familiare des Deutschen Ordens[20] (1981)
- Ehrenbürger der Universität Bamberg[5] (1992)
- Verdienstorden der Bundesrepublik Deutschland am Bande (1993)
- Komtur des Silvesterordens der Römisch-katholischen Kirche (1999)